# Estonia na Zimowych Igrzyskach Olimpijskich 2014
Estonię na Zimowych Igrzyskach Olimpijskich 2014 reprezentowało 25 zawodników.

## Skład reprezentacji

### Biathlon

#### Kobiety
- Grete Gaim
- Kadri Lehtla
- Johanna Talihärm
- Darja Jurlova

| Konkurencja       | Zawodniczka      | Czas    | Miejsce |
| ----------------- | ---------------- | ------- | ------- |
| Sprint            | Grete Gaim       | 24:18.2 | 71.     |
| Sprint            | Kadri Lehtla     | 24:13.3 | 69.     |
| Sprint            | Johanna Talihärm | 23:09.3 | 48.     |
| Sprint            | Darja Jurlova    | 24:01.1 | 67.     |
| Bieg pościgowy    | Grete Gaim       | -       | -       |
| Bieg pościgowy    | Kadri Lehtla     | -       | -       |
| Bieg pościgowy    | Johanna Talihärm | 37:52.5 | 55.     |
| Bieg pościgowy    | Darja Jurlova    | -       | -       |
| Bieg indywidualny | Grete Gaim       | 51:28.5 | 58.     |
| Bieg indywidualny | Kadri Lehtla     | 49:44.8 | 44.     |
| Bieg indywidualny | Johanna Talihärm | 55:16.5 | 73.     |
| Bieg indywidualny | Darja Jurlova    | 55:18.0 | 74.     |
| Bieg masowy       | Grete Gaim       | -       | -       |
| Bieg masowy       | Kadri Lehtla     | -       | -       |
| Bieg masowy       | Johanna Talihärm | -       | -       |
| Bieg masowy       | Darja Jurlova    | -       | -       |
| Sztafeta          | Grete Gaim       | LAP     | 16.     |
| Sztafeta          | Kadri Lehtla     | LAP     | 16.     |
| Sztafeta          | Johanna Talihärm | LAP     | 16.     |
| Sztafeta          | Darja Jurlova    | LAP     | 16.     |

#### Mężczyźni
- Kalev Ermits
- Kauri Kõiv
- Roland Lessing
- Daniil Steptšenko
- Indrek Tobreluts

| Konkurencja       | Zawodnik          | Czas    | Strzelanie | Miejsce |
| ----------------- | ----------------- | ------- | ---------- | ------- |
| Sprint            | Kalev Ermits      | -       | -          | -       |
| Sprint            | Kauri Kõiv        | 26:47.1 | 2+1        | 54.     |
| Sprint            | Roland Lessing    | 27:06.3 | 0+3        | 66.     |
| Sprint            | Daniil Steptšenko | 26:40.5 | 1+1        | 50.     |
| Sprint            | Indrek Tobreluts  | 26:46.5 | 0+3        | 53.     |
| Bieg pościgowy    | Kalev Ermits      | -       | -          | -       |
| Bieg pościgowy    | Kauri Kõiv        | 38:10.2 | 1+0+0+2    | 46.     |
| Bieg pościgowy    | Roland Lessing    | -       | -          | -       |
| Bieg pościgowy    | Daniil Steptšenko | 40:52.0 | 1+1+1+4    | 59.     |
| Bieg pościgowy    | Indrek Tobreluts  | 38:00.5 | 0+0+2+1    | 45.     |
| Bieg indywidualny | Kalev Ermits      | 57:04.5 | 1+1+0+0    | 70.     |
| Bieg indywidualny | Kauri Kõiv        | 58:17.3 | 1+2+2+2    | 78.     |
| Bieg indywidualny | Roland Lessing    | -       | -          | -       |
| Bieg indywidualny | Daniil Steptšenko | 56:14.4 | 1+2+0+0    | 62.     |
| Bieg indywidualny | Indrek Tobreluts  | 53:02.5 | 0+1+0+1    | 29.     |
| Bieg masowy       | Kalev Ermits      | -       | -          | -       |
| Bieg masowy       | Kauri Kõiv        | -       | -          | -       |
| Bieg masowy       | Roland Lessing    | -       | -          | -       |
| Bieg masowy       | Daniil Steptšenko | -       | -          | -       |
| Bieg masowy       | Indrek Tobreluts  | -       | -          | -       |
| Sztafeta          | Kauri Kõiv        | LAP     | 3+12       | 17.     |
| Sztafeta          | Roland Lessing    | LAP     | 3+12       | 17.     |
| Sztafeta          | Daniil Steptšenko | LAP     | 3+12       | 17.     |
| Sztafeta          | Kalev Ermits      | LAP     | 3+12       | 17.     |

| Konkurencja       | Zawodnik          | Czas | Strzelanie | Miejsce |
| ----------------- | ----------------- | ---- | ---------- | ------- |
| Sztafeta mieszana | Kadri Lehtla      | LAP  | 6+17       | 16.     |
| Sztafeta mieszana | Darja Jurlova     | LAP  | 6+17       | 16.     |
| Sztafeta mieszana | Kauri Kõiv        | LAP  | 6+17       | 16.     |
| Sztafeta mieszana | Daniil Steptšenko | LAP  | 6+17       | 16.     |

### Biegi narciarskie

#### Kobiety
| Zawodnik     | Konkurencja       | Czas    | Pozycje |
| ------------ | ----------------- | ------- | ------- |
| Triin Ojaste | Sprint            | 2:47,07 | 48.     |
| Triin Ojaste | Bieg indywidualny | 31:54,3 | 45.     |

#### Mężczyźni
| Zawodnik                                            | Konkurencja       | Czas      | Pozycje |
| --------------------------------------------------- | ----------------- | --------- | ------- |
| Raido Ränkel                                        | sprint            | 3:43,82   | 51.     |
| Peeter Kümmel                                       | sprint            | 3:44,03   | 52.     |
| Siim Sellis                                         | sprint            | 3:48,06   | 59.     |
| Peeter Kümmel Raido Ränkel                          | Sprint drużynowy  | 24:26,49  | 14.     |
| Aivar Rehemaa                                       | Bieg indywidualny | 41:49,8   | 40.     |
| Algo Kärp                                           | Bieg indywidualny | 42:16,5   | 42.     |
| Karel Tammjärv                                      | Bieg indywidualny | 42:27,7   | 45.     |
| Raido Ränkel                                        | Bieg indywidualny | 43:38,9   | 61.     |
| Aivar Rehemaa                                       | Bieg łączony      | 1:13:47,2 | 51.     |
| Aivar Rehemaa                                       | Bieg na 50 km     | 1:52:22,1 | 44.     |
| Karel Tammjärv                                      | Bieg na 50 km     | 1:53:23,0 | 49.     |
| Karel Tammjärv Algo Kärp Aivar Rehemaa Raido Ränkel | Sztafeta          | 1:32:52,6 | 10.     |

### Kombinacja norweska
| Zawodnik            | Konkurencja             | Skoki narciarskie | Skoki narciarskie | Skoki narciarskie | Bieg narciarski | Bieg narciarski | Strata   | Pozycja |
| Zawodnik            | Konkurencja             | Skok              | Nota              | Pozycja           | Czas biegu      | Pozycja         | Strata   | Pozycja |
| ------------------- | ----------------------- | ----------------- | ----------------- | ----------------- | --------------- | --------------- | -------- | ------- |
| Kristjan Ilves      | Skocznia normalna/10 km | 97,5              | 117,3             | 17.               | 26:26,8         | 44.             | + 3:33,6 | 41.     |
| Han Hendrik Piho    | Skocznia normalna/10 km | 90,5              | 102,8             | 43.               | 25:47,4         | 40.             | + 3:52,2 | 43.     |
| Karl-August Tiirmaa | Skocznia normalna/10 km | 89,5              | 99,9              | 45.               | 26:23,2         | 43.             | + 4:39,0 | 44.     |
| Kristjan Ilves      | Skocznia duża/10 km     | 125,0             | 117,2             | 8.                | 25:24,5         | 43.             | + 2:44,0 | 34.     |
| Karl-August Tiirmaa | Skocznia duża/10 km     | 123,0             | 104,3             | 21.               | 26:06,4         | 44.             | + 4:17,9 | 44.     |
| Han Hendrik Piho    | Skocznia duża/10 km     | 118,0             | 95,3              | 37.               | 24:00,0         | 32.             | + 2:47,5 | 36.     |

### Łyżwiarstwo figurowe
| Zawodnik          | Konkurencja | Program krótki | Program krótki | Program dowolny | Program dowolny | Łączna nota | Pozycja |
| Zawodnik          | Konkurencja | Nota           | Pozycja        | Nota            | Pozycja         | Łączna nota | Pozycja |
| ----------------- | ----------- | -------------- | -------------- | --------------- | --------------- | ----------- | ------- |
| Elizaveta Ukolová | Solistki    | 46,19          | 29.            | Nie awansowała  | Nie awansowała  | 46,19       | 29.     |
| Viktor Romanenkov | Soliści     | 61,55          | 23.            | 78,44           | 24.             | 139,99      | 24.     |

### Narciarstwo alpejskie

#### Kobiety
| Zawodniczka | Konkurencja   | Zjazd   | Slalom  | Czas łączny | Pozycje |
| ----------- | ------------- | ------- | ------- | ----------- | ------- |
| Triin Tobi  | Slalom gigant | 1:34,65 | 1:34,52 | 3:09,17     | 61.     |
| Triin Tobi  | Slalom        | 1:11,43 | 1:09,02 | 2:20,45     | 46.     |

#### Mężczyźni
| Zawodnik              | Konkurencja      | Czas 1. przejazdu | Czas 2. przejazdu | Czas łączny | Pozycje |
| --------------------- | ---------------- | ----------------- | ----------------- | ----------- | ------- |
| Warren Cummings Smith | Slalom gigant    | 1:28,25           | 1:29,17           | 2:57,42     | 45.     |
| Warren Cummings Smith | Slalom specjalny | 55,08             | 1:02,20           | 1:57,28     | 26.     |

### Skoki narciarskie
| Skoczek               | Konkurencja              | Kwalifikacje | Kwalifikacje | Skok 1                    | Skok 1                    | Skok 2                    | Skok 2                    | Nota  | Pozycja |
| Skoczek               | Konkurencja              | odległość    | Nota         | odległość                 | Nota                      | odległość                 | Nota                      | Nota  | Pozycja |
| --------------------- | ------------------------ | ------------ | ------------ | ------------------------- | ------------------------- | ------------------------- | ------------------------- | ----- | ------- |
| Kaarel Nurmsalu       | Skocznia normalna HS 106 | 92,0         | 106,6        | 95,0                      | 113,3                     | Nie awansował do 2. serii | Nie awansował do 2. serii | 113,3 | 38.     |
| Siim-Tanel Sammelselg | Skocznia normalna HS 106 | 73,0         | 66,2         | Nie awansował do konkursu | Nie awansował do konkursu | Nie awansował do konkursu | Nie awansował do konkursu | 66,2  | 61.     |
| Kaarel Nurmsalu       | Skocznia duża HS 140     | 125,0        | 103,6        | 124,5                     | 105,9                     | Nie awansował do 2. serii | Nie awansował do 2. serii | 105,9 | 41.     |
| Siim-Tanel Sammelselg | Skocznia duża HS 140     | 107,5        | 69,0         | Nie awansował do konkursu | Nie awansował do konkursu | Nie awansował do konkursu | Nie awansował do konkursu | 69,0  | 59.     |